# Siganus unimaculatus
A Siganus unimaculatus a sugarasúszójú halak (Actinopterygii) osztályának sügéralakúak (Perciformes) rendjébe, ezen belül a nyúlhalfélék (Siganidae) családjába tartozó faj.

## Előfordulása
A Siganus unimaculatus előfordulási területe a Csendes-óceán nyugati felén van. A japán Rjúkjú-szigetektől kezdve, délfelé haladva a Fülöp-szigeteken keresztül, egészen Ausztrália északi és északkeleti partjáig sokfelé megtalálható.

## Megjelenése
Ez a nyúlhalféle elérheti a 20 centiméteres hosszúságot. A hátúszóján 13 tüske és 10 sugár van, míg a farok alatti úszóján 7 tüske és 9 sugár látható. 13 csigolyája van. Megjelenésileg majdnem azonos a rókafejű nyúlhallal (Siganus vulpinus), a kivételt a test hátsó részén, valamint a hátúszó alatt levő fekete folt adja. Egyébként a hal teste és az úszói sárgák; a torka és pofája fehérek, fekete sávozásokkal.

## Életmódja
Trópusi és tengeri hal, amely a korallszirtek peremén, vagy a vízalatti sziklaszirtek szélén él. 1-30 méteres mélységek között tartózkodik. A lagúnákba is beúszik, azonban az Acroporidae családbeli virágállatok között érzi jól magát. A fiatalok több száz fős rajokat alkotnak, míg az idősebbek és a felnőtt párban úsznak. Algákkal táplálkozik.

## Felhasználása
Az akváriumok számára ipari mértékben halásszák és tenyésztik. Amikor járnak vele, vigyázni kell, mivel tüskéi mérgezőek.

## Képek

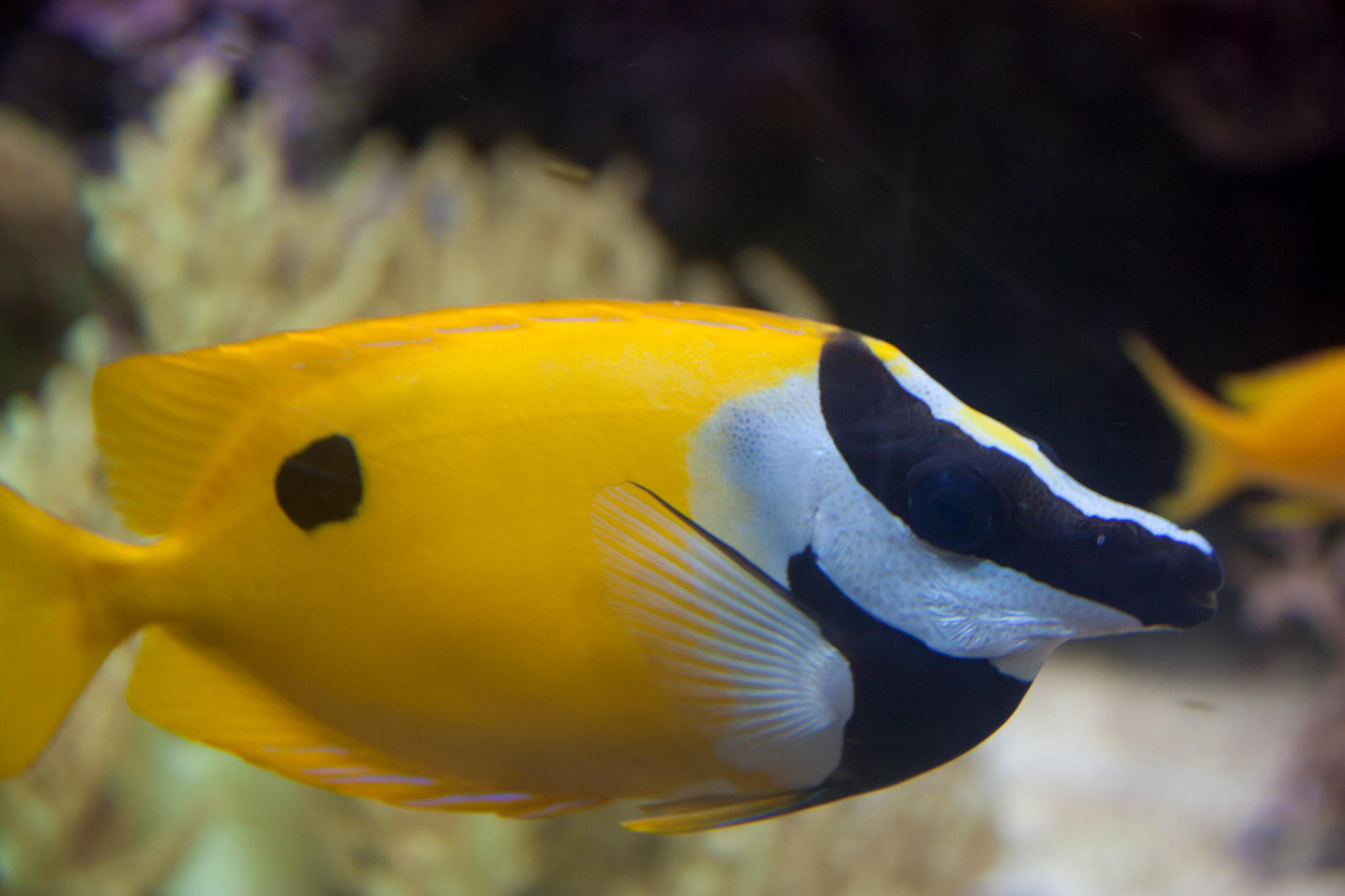
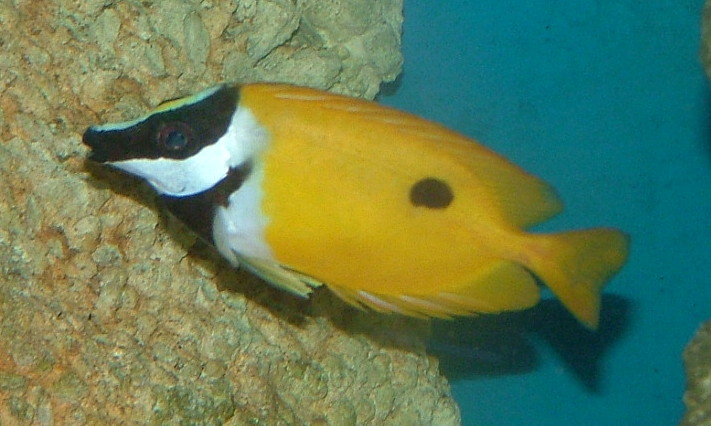
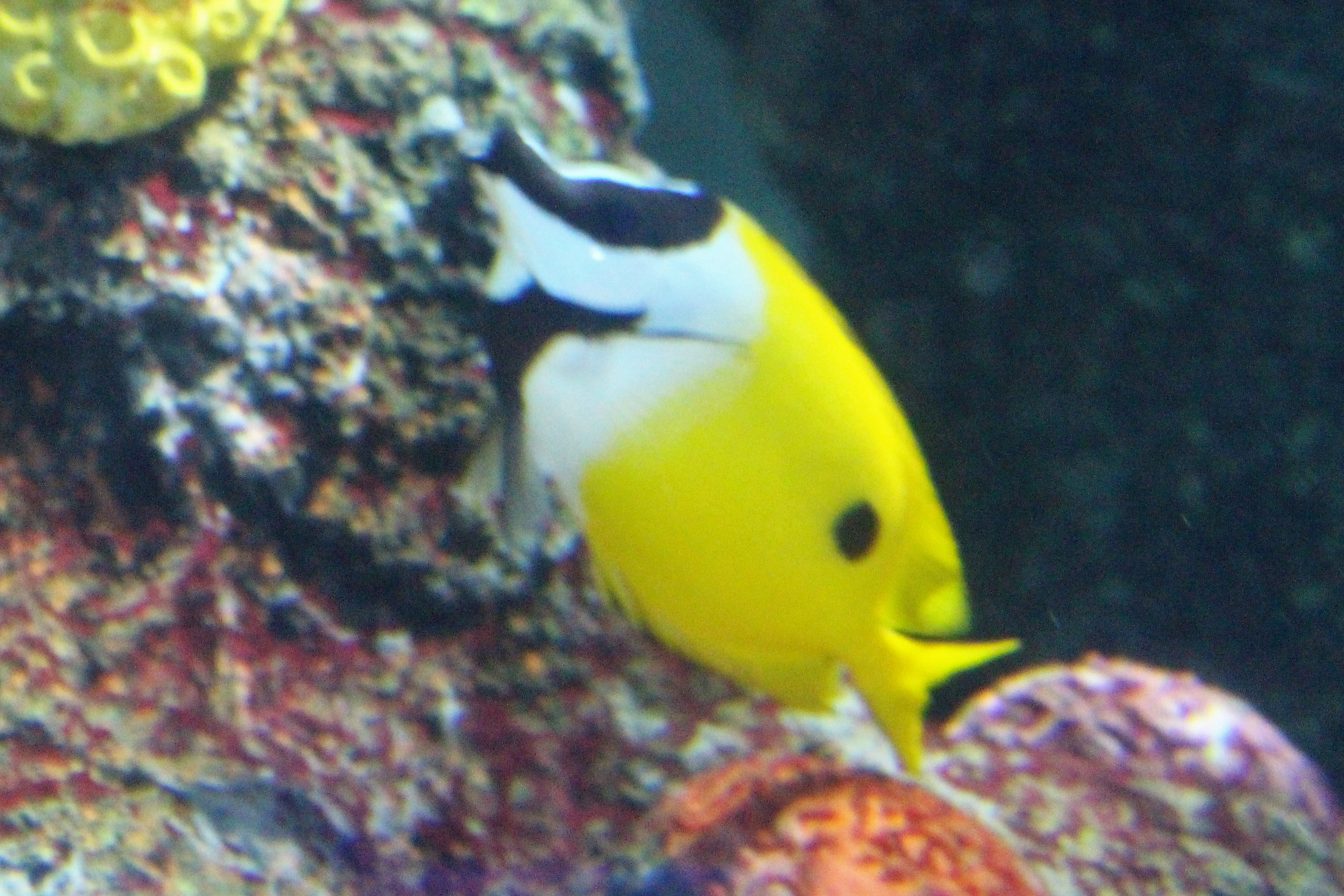
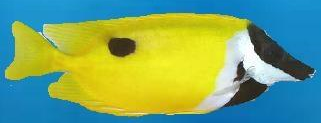
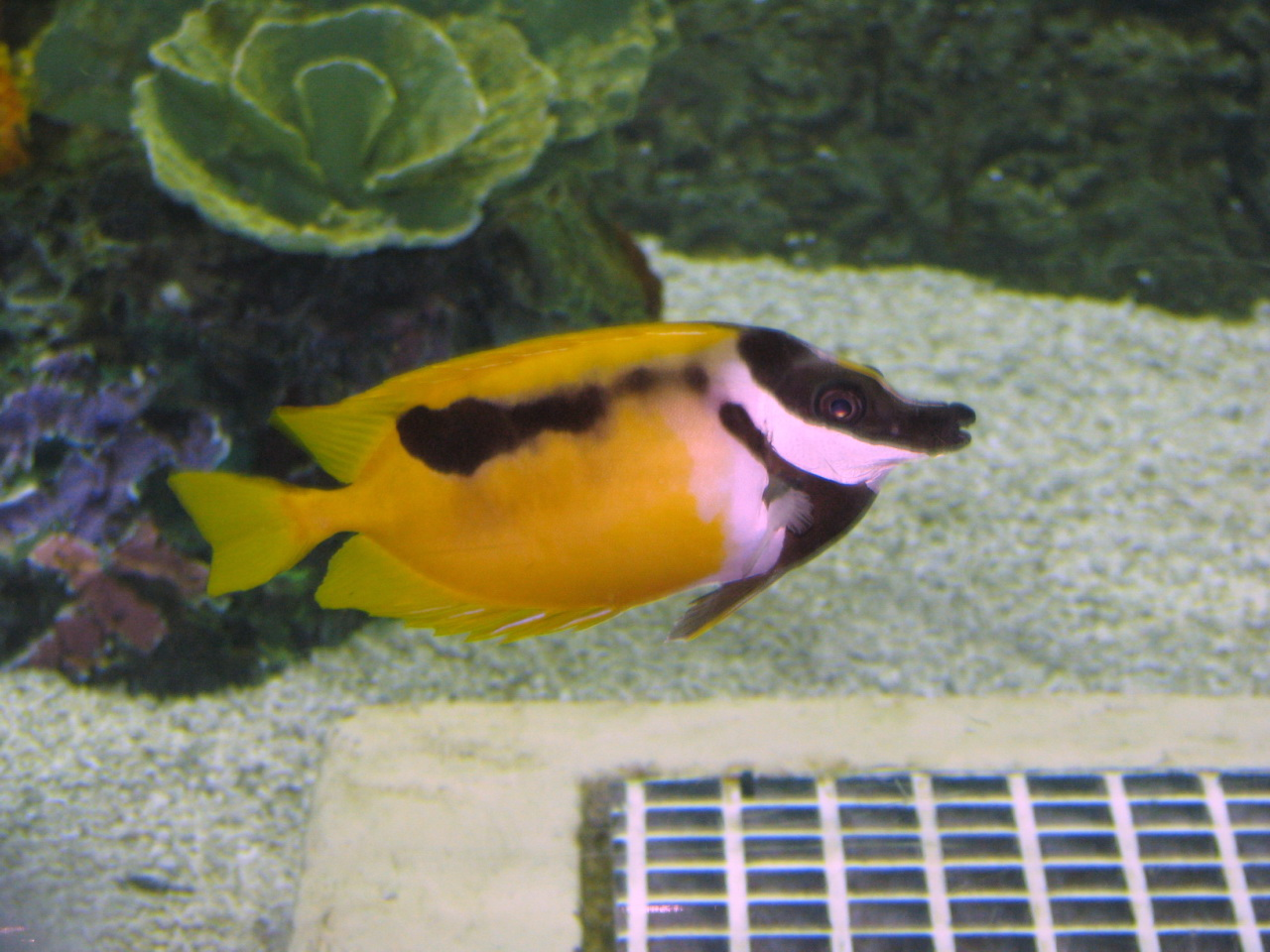
Elhúzódott fekete folttal